# Buntladdning
- Övre vänster: Tysk buntladdning utgjord av skafthandgranater, vanlig under första och andra världskriget.
- Övre höger: Finsk improviserad buntladdning från andra världskriget utgjord av fyra 1kg-trotyltackor och skaft.
- Undre vänster: Finländsk industritillverkad buntladdning (till vänster), handgranater och brännflaska.
- Undre höger: Finsk improviserad buntladdning under finska vinterkriget.

Buntladdning (jämför tyska: Geballte Ladung, ”knytladdning”; finska: kasapanos, ”kaseladdning”) är en militär sprängladdning i form av flera hopbuntade sprängladdningar som huvudsakligen använts som pansarvärnsvapen. De kan vara kastbara, då vanligen försedda med skafthandtag likt en skafthandgranat, eller så anbringas de för hand direkt på fiendefordonet. Utöver pansarvärn kan de även användas till bräschning (göra hål i mur eller fortifikation), demolering och dylikt. Till konstruktion kan de vara fabrikstillverkade eller improviserade i fält.
Den tyska krigsmakten började använda buntladdningar första gången under första världskriget.

## Varianter i olika länder
Buntladdningar av olika varianter har varit i bruk i många länders försvarsmakter genom åren.

### Finland
Den finländska varianten av buntladdningen konstruerades år 1936 av finländske kaptenen Kaarlo Tuurna. Speciellt under finska vinterkriget var det ett mycket effektivt pansarvärnsvapen. De industritillverkade buntladdningarna tillverkades i varianter om 2, 3 eller 4 kilogram sprängdeg. Sprängämnet kapslades in i ett avlångt fyrkantigt plåtskal. Sprängladdningen tändes av ett tändrör i buntladdningens skaft. Det var samma skaft och tändrör som i de tyska skafthandgranaterna. 
Till en början dränktes de in i ett trögflytande klister för att få bästa möjliga chans att fastna på fiendens pansarvagnar. Klistret skyddades av plywoodskivor som avlägsnades strax före själva kastet. På grund av att klistret inte riktigt höll måttet i all väderlek och att det också medförde bekymmer för det egna manskapet övergick finländarna, rätt snart, till att använda buntladdningar med hakar istället. De finländska soldaterna kom snart på idén att om de virade taggtråd runt buntladdningen före kastet, så ökade chansen ytterligare att den fastnade på fiendens pansarfordon. Ibland användes buntladdningar även i krigslägen där vanliga handgranater ansågs för ineffektiva. Exempelvis använde de finska kustjägarna buntladdningar under slaget om Bengtskär.

### Tyskland
Den tyska krigsmakten använde under både första- och andra världskriget en improviserad typ av buntladdning utgjord av skafthandgranater där sex skaftlösa handgranathuvuden bundits fast runt en handgranat med skaft. Principen användes vidare av länder som brukade samma eller liknande modeller av skaftgranat, däribland Svenska armén.